# Hombre mono de Nueva Delhi
El Hombre Mono de Nueva Delhi es un supuesto monstruo que fue reportado vagando en Delhi, India, a mediados de 2001.
En mayo de 2001, reportes empezaron a circular en la capital India de Nueva Delhi de una criatura parecida a un mono extraño que aparecía por la noche y atacaba personas. Las versiones de los testigos eran a menudo inconsistentes, pero solían describir a una criatura de aproximadamente 1,20 m de alto, cubierta por un pelaje negro grueso, un casco de metal, garras metálicas, brillantes ojos rojos y tres botones en su pecho; otros, sin embargo, describían al hombre mono como teniendo un hocico vulpino, y siendo de hasta 2,40 m de alto, y musculoso, saltando de edificio en edificio como un practicante de parkour. Aun así, otros lo han descrito como una figura vendada o con casco. Teorías sobre la naturaleza del hombre mono varían desde un avatar del dios hindú Hánuman hasta una versión india del Bigfoot.
Muchas personas informaron ser arañadas, y dos (en algunos reportes, tres) personas incluso muertas cuando saltaron de las partes superiores de edificios o se cayeron por las escaleras debido al pánico causado por lo que pensaron que era el atacante. Un testigo señala que la policía, desesperada, ordenó imprimir retratos de artistas de la criatura en un intento de atraparla.
El incidente ha sido descrito como un ejemplo de histeria colectiva.

## Incidentes concretos
- El 13 de mayo de 2001, 15 personas sufrieron varios tipos de daños variando de moretones a mordiscos y arañazos.[3]
- Los avistamientos posteriores fueron reportados en Kanpur en febrero de 2002 y en Nueva Delhi en julio de 2002, el último describiendo un mono-máquina que brillaba con luces rojas y azules.[3]

## En la cultura popular
La aparición del hombre mono en Delhi es el punto central de la película de Bollywood de 2009 Delhi-6, dirigida por Rakeysh Omprakash Mehra. En la película, la criatura, llamada en hindi "Kala Bandar (Mono Negro)", es utilizada como una alegoría para representar el mal que reside dentro de cada hombre al lado de Dios (virtud). El hombre mono nunca ha sido de hecho capturado en video.
En la novela gráfica de 2011 Munkeeman, del director de Tere Bin Laden Abhishek Sharma, la criatura es mostrada como un superhéroe incomprendido, que es el resultado de un experimento científico que salió mal. La primera edición, Munkeeman Vol. 1, relata la breve aparición de la criatura en Delhi, y la segunda edición presenta a la criatura en Kanpur, basándose en los incidentes reportados en febrero de 2002.

### En inglés
- "Sanal Edamaruku's first hand report on Monkey man". Archivado el 24 de septiembre de 2015 en Wayback Machine.
- "To catch the phantom" - Anita Joshua's article in The Hindu()
- Time article about the Monkey man (enlace roto disponible en Internet Archive; véase el historial, la primera versión y la última).
- Strangemag story
- Flakmag story Archivado el 9 de diciembre de 2011 en Wayback Machine.
- Verma SK, Srivastava DK. "A study on mass hysteria (monkey men?) victims in East Delhi". Indian J Med Sci, 2003; 57: 355-60

- Datos: Q2981973